# 西蒙·帕特莫尔
西蒙·帕特莫尔（英語：Simon Patmore，1987年8月29日—），澳大利亚男子单板滑雪、田径运动员。他曾代表澳大利亚参加2012年夏季残疾人奥林匹克运动会田径比赛和2018年冬季残疾人奥林匹克运动会单板滑雪比赛，获得一枚金牌和二枚铜牌。